# کیرک فرانکلین
کیرک فرانکلین (انگلیسی: Kirk Franklin؛ زادهٔ ۲۶ ژانویهٔ ۱۹۷۰) یک موسیقی‌دان اهل ایالات متحده آمریکا است. وی از سال ۱۹۹۲ میلادی تاکنون مشغول فعالیت بوده‌است.